# پوینت ادوارد، انتاریو
پوینت ادوارد، انتاریو (به انگلیسی: Point Edward) یک روستا در کانادا است که در شهرستان لمتون واقع شده‌است.

## خصوصیات
پوینت ادوارد ۲٬۰۳۴ نفر جمعیت دارد.